# TNO Bouw en Ondergrond

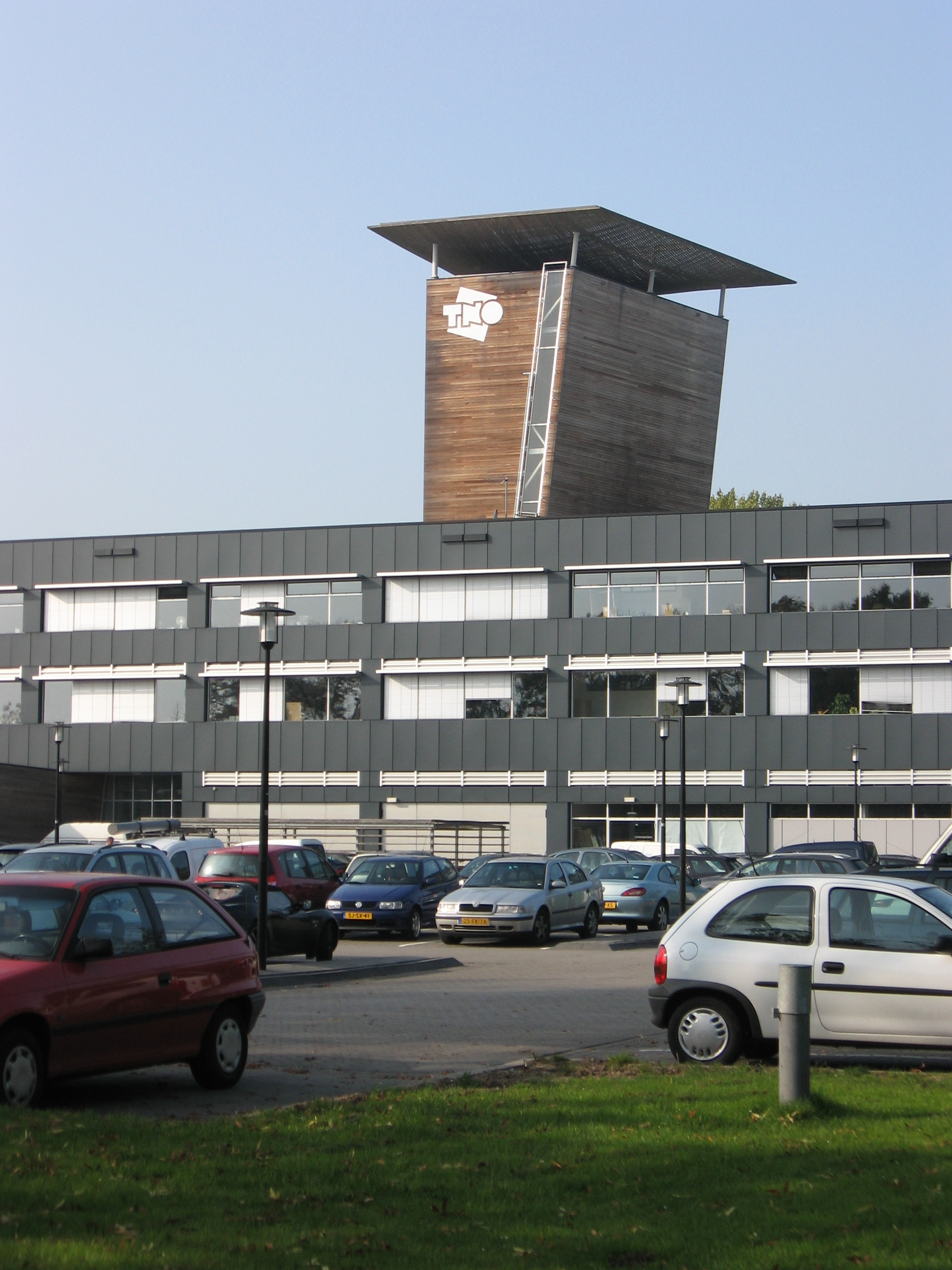
Vestiging TNO Bouw en Ondergrond in Utrecht

TNO Bouw en Ondergrond was een van de vijf 'kerngebieden' van de Nederlandse Organisatie voor toegepast-natuurwetenschappelijk onderzoek en richtte zijn activiteiten op het duurzaam inrichten, gebruiken en beheren van de gebouwde omgeving, de infrastructuur en ondergrond.
Opdrachtgevers waren de overheid en de bedrijfssectoren die direct te maken hebben met duurzame inrichting. Vraagstukken waren onder andere het gebruik van de ondergrond, de mobiliteit, de infrastructuur, de vernieuwing van de binnensteden, de netwerkvorming van steden met alle bestuurlijke implicaties die daarbij horen, en de ontwikkeling van regio’s, mede in Europees verband.
Het kerngebied telde circa 750 medewerkers, verdeeld over locaties waar het instituut vestigingen had: Apeldoorn, Delft, Den Helder en Utrecht. Zij ontwikkelden kennis en pasten deze toe in de vorm van advies, toegepast onderzoek en productinnovatie. Dat gebeurde binnen de 'Business Units', die weer waren onderverdeeld in inhoudelijke afdelingen:
- Bodem en Grondwater
  - Geomodellering en Karakterisatie
  - Grondwaterbeheer
  - Bodembeheer
  - Kustgebied en zee
  - Geolab
  - Geo-Infra en -Observatie
- Bouw en Installaties
  - BouwInnovatie
  - Binnenmilieu en Gezondheid
  - Bouw Materialen
  - Energie, Comfort en Binnenmilieu
- Constructies en Veiligheid
  - Civiele infrastructuur
  - Laboratoria C en V
  - Centrum voor Mechanische veiligheid
  - Centrum voor Brandveiligheid
- Geo-energie en Geo-informatie
  - Olie en Gas
  - Duurzame Geo-Energie
  - Geobiologie
  - EZ adviesgroep
  - DINO (Data en Informatie Nederlandse Ondergrond)
  - Monitoring en Geomatica
- Innovatie en Ruimte
- Milieu en Leefomgeving
  - Management Milieu en Leefomgeving
  - Industriële en Externe Veiligheid
  - Kwaliteit Watersystemen
  - Emissies- en Ketenmanagement
  - Luchtkwaliteit en Klimaat
  - Milieu-analyse
  - Leefomgeving en Gezondheid
- Mobiliteit en Logistiek
  - Mobiliteit en Infrastructuur
  - Intelligente Transportsystemen
  - Logistiek

## Situatie vanaf 2011
Vanaf 1 januari 2011 zijn alle kerngebieden opgeheven en is TNO overgegaan op een thematisch aangestuurde matrixorganisatie.